# Acacia sericocarpa
Acacia sericocarpa é uma espécie de leguminosa do gênero Acacia, pertencente à família Fabaceae.